# 西ヶ廣渉
西ヶ廣 渉（にしがひろ わたる、1950年4月18日 - ）は、日本の外交官、演劇評論家。駐ルクセンブルク特命全権大使、宮内庁宮務主管等を務めた。演劇評論家としての筆名は結城 雅秀（ゆうき まさひで）。

## 人物
愛知県名古屋市生まれ。丹羽郡扶桑町出身。東海中学校・高等学校を経て、1974年に一橋大学経済学部を卒業し外務省入省。1977年オックスフォード大学哲学政治経済学部（Philosophy, Politics and Economics）卒業。
小学生のときにローレンス・オリヴィエの『ハムレット』をテレビで観て以来、演劇に没頭するようになる。外交官の仕事のかたわら「結城雅秀」のペンネームで、1979年から『テアトロ』で演劇評論を定期的に執筆する。社団法人日本演劇協会会員。
2009年から駐リビア特命全権大使を務め、2011年リビア内戦の際には、高校大学の同期である隣国チュニジア大使多賀敏行の尽力で在チュニジア日本大使館に移動し、在留邦人の国外退避支援活動などにあたった。
2014年4月から宮内庁宮務主管を務め、2016年には秋篠宮文仁親王の意向を受け、「NHKによる天皇陛下『生前退位』の意向のスクープ」（日本新聞協会賞受賞）のため、NHK記者を同親王と面会させたとされる。同年10月宮務主管を退任し、宮内庁御用掛となった。

## 略歴
- 1950年 愛知県名古屋市出身
- 1968年 オハイオ州デイトンの高校に留学（AFS）
- 1970年 東海高等学校卒業
- 1974年 一橋大学経済学部卒業、外務省入省
- 1977年 オックスフォード大学哲学政治経済学部（PPE）卒業
- パリOECD代表部（総務、予算委員会担当）[10]。
- 外務省経済協力局政策課長補佐[11]
- 外務省北米局北米第一課長補佐[11]
- 外務省大臣官房報道課首席事務官[11]
- 1986年10月 在マレーシア日本国大使館参事官
- 1989年7月 欧州共同体日本政府代表部参事官
- 1991年8月 外務省欧亜局西欧第二課長
- 1993年8月 防衛庁教育訓練局訓練課長
- 1995年7月 外務省総合外交政策局国際社会協力部国連行政課長
- 1997年2月 国際連合日本政府代表部公使（参事官）
- 1999年7月 外務大臣官房外務参事官（中近東アフリカ局）
- 2000年8月 外務省大臣官房審議官（経済協力局）
- 2001年9月 在インド日本大使館公使 兼 在ブータン日本大使館公使
- 2005年4月 内閣府日本学術会議事務局長
- 2007年1月 在英国日本国大使館特命全権公使
- 2009年7月 リビア国駐箚特命全権大使
- 2012年4月 ルクセンブルク国駐箚特命全権大使
- 2014年4月 宮内庁宮務主管[8]
- 2016年10月 退任、宮内庁御用掛[12]
- 2020年4月 瑞宝中綬章受章[13]

## 著書
- 『シェイクスピアの生涯』（勉誠出版、2009年5月）

## 訳書
- クシュワント・シン著『首都デリー』（勉誠出版、2008年5月）

## 論文等
- 「シェイクスピアのテクスト究明-「国際シェイクスピア会議」に参加して」（『テアトロ』通号 811）2008年10月
- 「カドガン広場からの報告-物価高のロンドン、「恋の骨折り損」」（『悲劇喜劇』60(11) (通号 685) 2007年11月
- 「虚飾を取り去った人間の究極-パリ・アテネ座「勝負の終わり」「クラップの最終テープ」」（『悲劇喜劇』60(4) (通号 678) 2007年4月
- 「国際会議報告 IAPアレクサンドリア会合の報告」学術の動向. 12(1) (通号 130) [2007.1]
- 「オオカミなんか……やっぱり怖い—アポロ劇場「ヴァージニア・ウルフなんかこわくない」」悲劇喜劇. 59(7) (通号 669) [2006.7]
- 「国際会議報告 IAC理事会から得たインスピレーション」 学術の動向. 11(4) (通号 121) [2006.4]
- 「人間の本能に基づく祝祭劇 (特集=前衛のいま)」悲劇喜劇. 59(4) (通号 666) [2006.4]
- 「劇評 視覚的効果を重視した象徴主義--RSC「夏の夜の夢」悲劇喜劇. 59(3) (通号 665) [2006.3]
- 「偉大な世界最大の民主主義国家 インド新内閣の構造と政策」外交フォーラム. 17(8) (通号 193) [2004.8]
- 「作品解説」『Kazuki : ここがわたしの地球 : 品川能正戯曲集』カモミール社, 2001.3
- 「東宝「Ninagawaマクベス」--桜吹雪と仏壇と (劇評)」 テアトロ. (通号 446) [1980.04]

他多数。

## 同期
- 佐々江賢一郎（12年駐米大使・10年外務事務次官・08年政務担当外務審議官）
- 林景一（11年駐英大使・08年内閣官房副長官補・08年駐アイルランド大使）
- 小田部陽一（11年ジュネーブ国際機関政府代表部大使・08年経済担当外務審議官）
- 吉川元偉（13年国連大使・10年OECD大使・09年アフガニスタン・パキスタン支援担当大使・06年駐スペイン大使）
- 高松明（11年駐スロバキア大使・科学技術振興機構理事・06年駐キューバ大使）
- 石田仁宏（08年駐アルゼンチン大使・05年駐ペルー大使・72年語学研修員採用、74年外務省公務員採用上級試験に合格して再入省）
- 四宮信隆（10年駐ポルトガル大使・07年駐ドミニカ共和国大使）
- 原田親仁（16年日露関係担当大使・11年駐露大使・08年駐チェコ大使）
- 目賀田周一郎（11年駐メキシコ大使・08年駐ペルー大使）
- 卜部敏直（11年駐フィリピン大使・07年駐アイルランド大使）
- 遠藤茂（09年駐サウジアラビア大使・07年駐チュニジア大使）
- 多賀敏行（12年駐ラトビア大使･09年駐チュニジア大使）
- 斉藤隆志（10年駐ミャンマー大使・06年駐セネガル大使）
- 城田安紀夫（10年駐ノルウェー大使・07年駐イラン大使・04年イラク復興支援等調整担当大使・01年駐カタール大使）
- 山本忠通（12年駐ハンガリー大使・10年アフガニスタン・パキスタン支援担当大使・08年ユネスコ日本政府代表部大使）
- 山中誠（11年駐ポーランド大使・10年科学技術担当大使・07年駐シンガポール大使）
- 佐藤重和（12年駐タイ王国大使・10年駐オーストラリア大使）
- 中根猛（12年駐独大使・09年ウィーン国際機関代表部大使）
- 黒木雅文（13年駐セルビア大使・09年駐カンボジア大使）
- 吉澤裕（12年駐南アフリカ共和国大使・08年駐フィジー大使）
- 貞岡義幸（10年駐パラオ大使）
- 寒川富士夫（10年駐マラウイ大使）
- 沼田幹男（12年駐ミャンマー大使・11年外務省領事局長）
- 白石和子（12年駐リトアニア大使）
- 高橋二雄（13年駐アゼルバイジャン大使）
- 小池孝行（13年駐キルギス大使）
- 中北徹（07年アジア・ゲートウェイ戦略会議座長代理）